# Korpus Bezpieczeństwa DeVlag
Korpus Bezpieczeństwa DeVlag (nid. Veiligheidskorps van de DeVlag) – ochotnicza specjalna formacja zbrojna złożona z Flamandów podczas II wojny światowej.
Korpus Bezpieczeństwa DeVlag powstał pod koniec 1943 r. lub na pocz. 1944 r. z inicjatywy Wyższego Dowódcy SS i Policji w Belgii, SS-Gruppenführera Richarda Jungclausa. Na jego czele stanął flamandzki kolaborant SS-Obersturmführer Robert Jan Verbelen. Formacja składała się z członków flamandzkiego SS i Niemiecko-Flamandzkiego Związku Pracy (DeVlag). Uzbrojenie i wyposażenie oraz finanse dostarczyła SS. 
Oficjalnym zadaniem była ochrona członków i ich rodzin flamandzkiego SS i DeVlag, natomiast z rozkazu SS-Gruppenführera Jungclausa była ona używana także do zwalczania przeciwników władzy okupacyjnej. Jednakże członkowie Korpusu dokonywali przy okazji zwykłych zbrodni, jak np. zabicie 28 lutego 1944 r. Alexandre Galopina, dyrektora Société Générale de Belgique, czy próby morderstw Alberta Devèze, b. ministra stanu, Charlesa Collarda de Sloovere, prokuratora generalnego i Roberta de Foy, b. sekretarza generalnego ministerstwa sprawiedliwości. Za swoje zasługi Verbelen został odznaczony niemieckim Krzyżem Wojennym. Po zajęciu Belgii przez aliantów we wrześniu 1944 r., Verbelen i jego podkomendni zbiegli do Niemiec. Tam pełnili służbę policyjną przy tzw. flamandzkim rządzie na wygnaniu. 
Następnie Verbelen zorganizował specjalny batalion policyjny, który miał asystować Niemcom przy odzyskiwaniu Belgii, do czego jednak nie doszło. W marcu 1945 r. batalion został rozwiązany. Po wojnie Verbelen został zaocznie w 1947 r. skazany na karę śmierci jako winny śmierci 101 belgijskich bojowników ruchu oporu; sam natomiast przedostał się do Austrii, gdzie pracował na rzecz amerykańskiego wywiadu.